# План четырёх полицейских
«Четыре полицейских» — название плана мирового устройства после Второй мировой войны, принадлежавшего президенту США Ф. Д. Рузвельту. Рузвельт уже в 1941 году предложил поддерживать порядок совместными усилиями четырёх стран: США, Великобритании, СССР и гоминьдановского Китая. В изменённом виде концепция легла в основу Совета Безопасности ООН.

## План Рузвельта
Президент США хотел, чтобы в будущей организации Объединённых наций власть находилась не у Генеральной ассамблеи, а была сосредоточена в органе, который сегодня называется Советом Безопасности ООН, которым должны были управлять крупные державы. Первоначально Рузвельт предполагал, что будет достаточно союза между США и Великобританией, но по ходу войны осознал необходимость более широкой коалиции с участием СССР и Китая. Рузвельт ожидал, что каждый из «полицейских» будет поддерживать порядок в своём регионе:
- Великобритания в пределах империи и в Западной Европе;
- СССР в Восточной Европе и Центральной Азии;
- Китай в Восточной Азии и на западе Тихого Океана;
- США в Западном полушарии.

Б. Уркхарт охарактеризовал это устройство как «прагматическую систему, основанную на верховенстве сильных».

## План четырёх держав
Британский дипломат Глэдвин Джебб в июне 1942 года возглавил отдел Форин-Офис по вопросам экономики и реконструкции для изучения восстановления экономики после войны; вскоре отделу были переданы также функции послевоенного планирования. Уже 9 сентября 1942 года появился «План четырёх держав», повторяющий положения концепции «четырёх полицейских» в виде Всемирного совета с участием США, СССР, Великобритании и Китая, который имел бы исключительные права в области безопасности, и подчинённых Всемирному совету региональных советов.
Черчиллю не нравилась идея придания Китаю статуса великой державы, потому план перерабатывался с усилением региональной компоненты (приоритетное значение должна была иметь европейская организация). К январю 1943 года Джебб с помощью специалиста по Лиге Наций Ч. Вебстера подготовил обновлённый «План Объединенных Наций».
Учитывая уклон Черчилля, окончательный «План Объединенных Наций по организации мира» совмещал концепцию «четырёх полицейских» и идею «регионализма»: во Всемирный совет наряду с великими державами должны были входить региональные лидеры; была допущена возможность предоставления статуса великой державы Франции.